# Marc Lazzaro
Marc Lazzaro, né le 10 novembre 1955, est un nageur français.

## Carrière
Il est éliminé en séries du relais 4 x 200 mètres nage libre des Jeux olympiques d'été de 1976 à Montréal, puis termine huitième de la finale de ce même relais aux Jeux olympiques d'été de 1980 à Moscou.
Sur le plan national, il est quintuple champion de France du 400 mètres nage libre (été 1973, hiver et été 1974, hiver et été 1975), triple champion de France du 1 500 mètres nage libre (hiver 1973, été 1974 et hiver 1975) et double champion de France du 200 mètres nage libre (été 1975 et hiver 1976).